# Айкарлі (телесеріал, 2021)
Айкарлі (англ. Icarly) — це американська комедія для інтернет-телебачення на основі однойменної комедії Nickelodeon. У серіалі зіграли Міранда Косгроув, Натан Кресс та Джеррі Трейнор, які повторили свої ролі з оригінального серіалу. Прем'єра першого сезону відбулася на Paramount+ 17 червня 2021 року.
Прем'єра другого сезону відбулася 8 квітня 2022 року. 27 липня 2022 року телесеріал було продовжено на третій сезон. В жовтні 2023 року телесеріал було закрито після трьох сезонів.

## Актори

### Головний склад
- Міранда Косгроув у ролі Карлі Шей
- Джеррі Трейнор у ролі Спенсера Шей
- Натан Кресс[en] у ролі Фредді Бенсона
- Ляці Мослі[en] в ролі Гарпер
- Джейдін Тріплетт у ролі Міллісент
- Мері Шир[en] у ролі Марріси Бенсон

### Запрошення зірка
- Даніель Морроу в ролі Нори Дершліт
- Рід Александер[en] у ролі Невеля Паппермена

## Огляд сезонів
| Сезон | Епізоди | Епізоди | Оригінальний випуск | Оригінальний випуск |
| Сезон | Епізоди | Епізоди | Перший випуск       | Останній випуск     |
| ----- | ------- | ------- | ------------------- | ------------------- |
| 1     | 13      | 13      | 17 червня 2021      | 26 серпня 2021      |
| 2     | 10      | 10      | 8 квітня 2022       | 3 червня 2022       |

## Виробництво
Серіал був анонсований у грудні 2020 року, коли Джей Коген та Алі Шутен виступили співавторами та виконавчими продюсерами. Косгроув, Крес і Трейнер повторили свої ролі в оригінальній серії. У лютому 2021 року повідомлялося, що Коген покинув проект через «творчі розбіжності» з Косгроув. Пізніше того ж місяця Дженнет МакКарді підтвердила, що вона не зіграє свою роль Сем Пакетт, як результат відмови та почуття незручності за свою минулу кар'єру. Також було виявлено, що планується 13 епізодів, режисером пілотної серії був Філл Льюїс, а сценарістами — Коген і Шутен. У травні датою прем'єри було оголошено 17 червня 2021 року, також було розкрито зображення тизера

### Кастинг
У березні 2021 року повідомлялося, що Лейсі Мослі була обрана на роль Гарпер, сусідки по кімнаті та найкращої подруги Карлі, а Джейдін Тріплетт — на роль Міллісент, хитрої й одержимої соціальними мережами пасербицю Фредді

### Зйомки
Зйомки офіційно розпочалися у березні 2021 року